# Metaphaena novemmaculata
Metaphaena novemmaculata är en insektsart som först beskrevs av William Lucas Distant 1878.  Metaphaena novemmaculata ingår i släktet Metaphaena och familjen lyktstritar. Inga underarter finns listade i Catalogue of Life.